# Tomar
Tomar (archaicky též Thomar) je malé město v centrální části Portugalska, na břehu řeky Nabão, v distriktu Santarém. Bylo sídlem Řádu templářských rytířů v Portugalsku. Klášter Řádu Kristova, který po sobě zanechali, patří k nejvýznamnějším evropským památkám a byl zařazen na seznam světového dědictví UNESCO.

## Poloha
Tomar leží v centrálním Portugalsku na břehu řeky Nabão v distriktu Santarém. Historicky je součástí regionu Ribatejo („u řeky Tejo“), který patří k nejúrodnějším oblastem celého Iberského poloostrova. Převažuje zemědělství a potravinářský průmysl. Dle členění NUTS II leží v regionu Alentejo (Alentejo Central).

## Historie
Úrodný kraj byl příčinou, že na místě dnešního Tomaru vznikly již na počátku našeho letopočtu římské osady Nabantia a Sellium. Obyvatelům kraje se také v té době říkalo Nabantinci. Po skončení maurské nadvlády byl kraj v době portugalské rekonquisty v roce 1159 darován Řádu templářských rytířů. Velmistr řádu v Portugalsku, Gualdim Pais, položil v roce 1160 základní kámen kláštera a hradu (Convento de Cristo), který se stal hlavním sídlem Řádu.
Templáři disponovali značnou vojenskou silou a dařilo se jim úspěšně bránit kraj proti maurským útokům a nájezdům. Např. roku 1190 bylo město bezúspěšně obléháno silným vojskem muslimského vládce Jakuba Marockého. Kromě toho i po stránce politické a ekonomické byla vláda templářů na tehdejší dobu velmi liberální. Důsledkem toho byl příliv imigrantů a ekonomický růst.
Rostoucí síla a moc templářského řádu znepokojovala evropské panovníky. Francouzský král Filip IV. Sličný dosáhl toho, že na počátku 14. století papež Kliment V. Řád v Evropě zcela zakázal. Pod papežským tlakem rozhodl i portugalský král Dinis o zrušení řádu a převedení majetku na nově založený Řád Kristův (Christi Militia). Tento nový řád nejprve přesídlil do Casto Marim v provincii Algarve, ale v roce 1356 se vrátil do Tomaru.
Na počátku 15. století se stal velmistrem Řádu princ Jindřich Mořeplavec, který se proslavil podporou objevitelských cest do Afriky a Atlantiku (Kanárské ostrovy, Madeira). Traduje se, že k úspěšnosti objevů využil nejen finančních prostředků, ale i tajných znalostí obou Řádů. V každém případě karavely s řádovým křížem na plachtách brázdily oceány a katolické misie v objevených zemích byly řízeny představenými kláštera v Tomaru až do roku 1514.
Bohatství, které plynulo z objevitelských cest využil Jindřich nejen k rozšíření kláštera, ale i ku prospěchu města. Vybudoval přehradu na řece Nabão, aby zabránil povodním, nechal vysušit bažiny a rozšířil město podle racionálního urbanistického plánu. Ulice a náměstí jsou, na rozdíl od jiných středověkých měst, uspořádány šachovnicovým způsobem. Tento moderní urbanistický model byl znovu použit při obnově Lisabonu po katastrofálním zemětřesení v roce 1775. Svou konečnou podobu ve stylu manuelské renesance získal klášter za vlády Manuela I.
V roce 1438 se do Tomaru uchýlil před morem král Eduard I. Portugalský a zde také zemřel.
Po vypuzení Židů ze Španělska v roce 1492 se řada uprchlíků usadila v Tomaru a významně přispěla k rozvoji obchodu a řemesel. Doposud je možné navštívit synagogu pocházející z této doby. Pod tlakem španělských králů byl nucen i portugalský král vydat edikt, kterým se nařizovalo aby Židé v Portugalsku byli považováni za křesťany, současně jim však zakázal emigrovat, neboť se obával odlivu financí i obchodního know-how. Židé tak v Portugalsku žili navenek jako křesťani a to až do ustavení inkvizičního tribunálu ve městě o několik desítek let později. Řada bohatších Židů uprchla a další konvertovali. Nicméně stovky židů, včetně konvertitů, byly uvězněny, mučeny a skončily svůj život na hranici. Tato krvavá perzekuce vyvrcholila okolo roku 1550 za vlády Jana Zbožného Stalo se přesně to, čeho se král Manuel I. obával. Město ekonomicky upadalo a ztratilo pověst obchodního centra.
V roce 1581 zasedaly ve městě cortesy, které zvolily španělského krále Filipa II. králem portugalským, který v Portugalsku nesl jméno Filip I. a přivedl tak na portugalský trůn dynastii Habsburků.
V průběhu 18. století se Tomar stal jedním předních průmyslových regionů. Královna Marie I. Portugalská i proti odporu Řádu podporovala rozvoj textilního průmyslu. Řeka Nabão sloužila jako zdroj energie pro četné továrny (papír, sklo, keramika, hedvábí, mýdlo). V parku Parque do Mouchao, na ostrově uprostřed řeky, lze dodnes spatřit funkční mlýnské kolo.
Během napoleonských válek byl Tomar okupován Francouzi, proti nimž se místní obyvatelé postavili prakticky v partyzánské válce. Město posléze osvobodil polní maršál Arthur Wellesley, známý jako vévoda z Wellingtonu.
V roce 1834 byly všechny církevní řády, včetně Řádu Kristova, v Portugalsku rozpuštěny.

## Památky
- Hrad a klášter Řádu Kristova

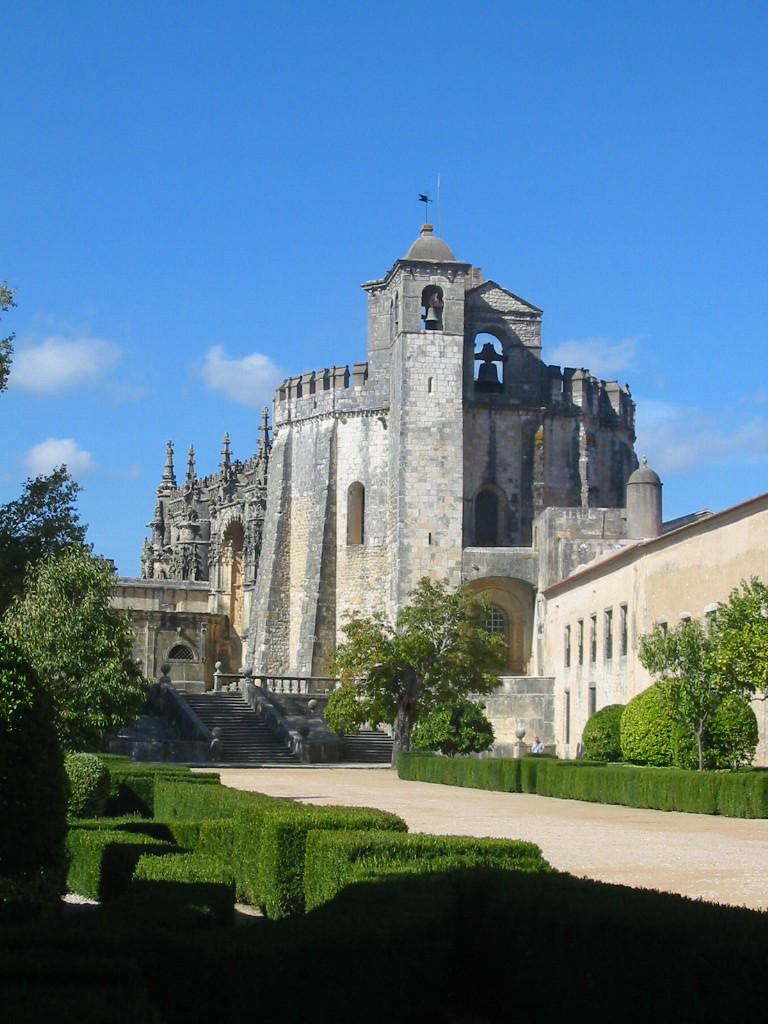
Klášterní kostel

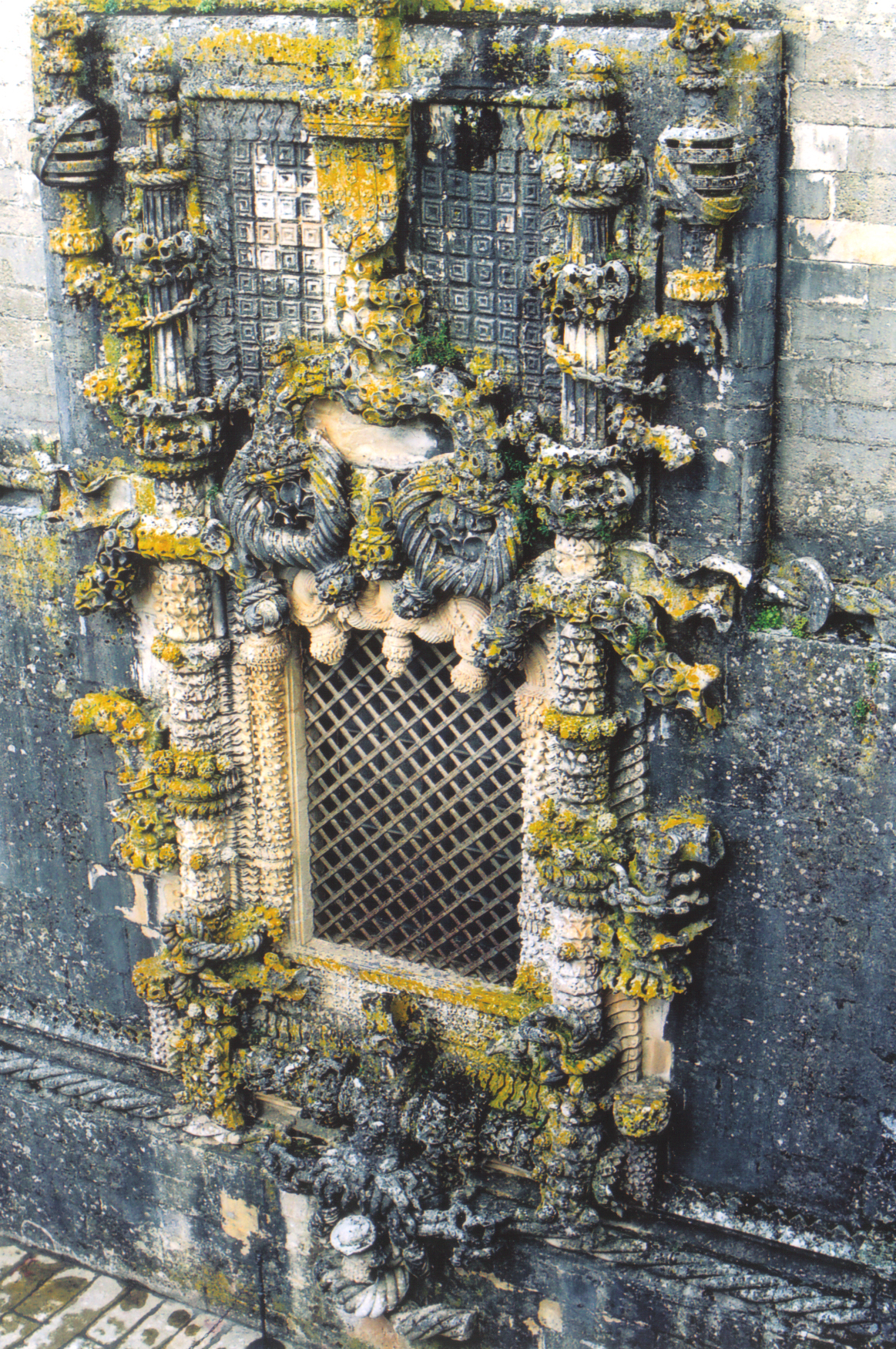
Manuelské okno

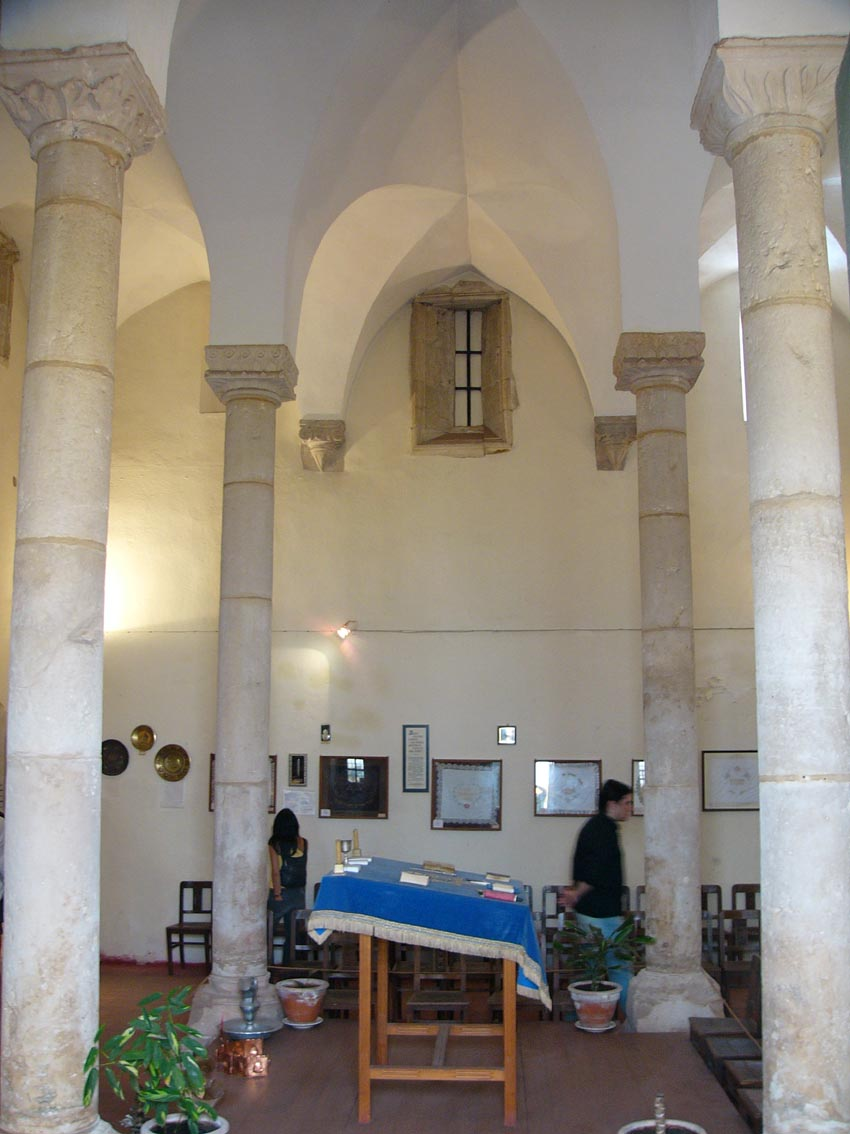
Synagoga v Tomaru

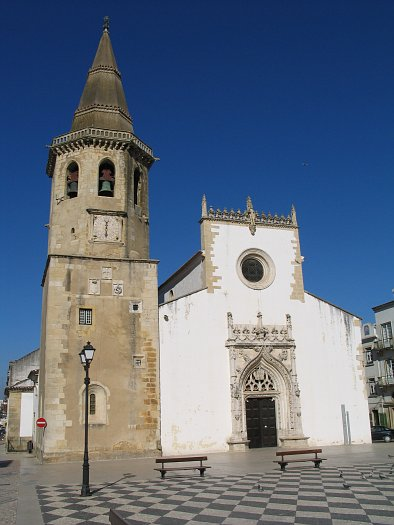
Kostel sv. Jana Křtitele v Tomaru

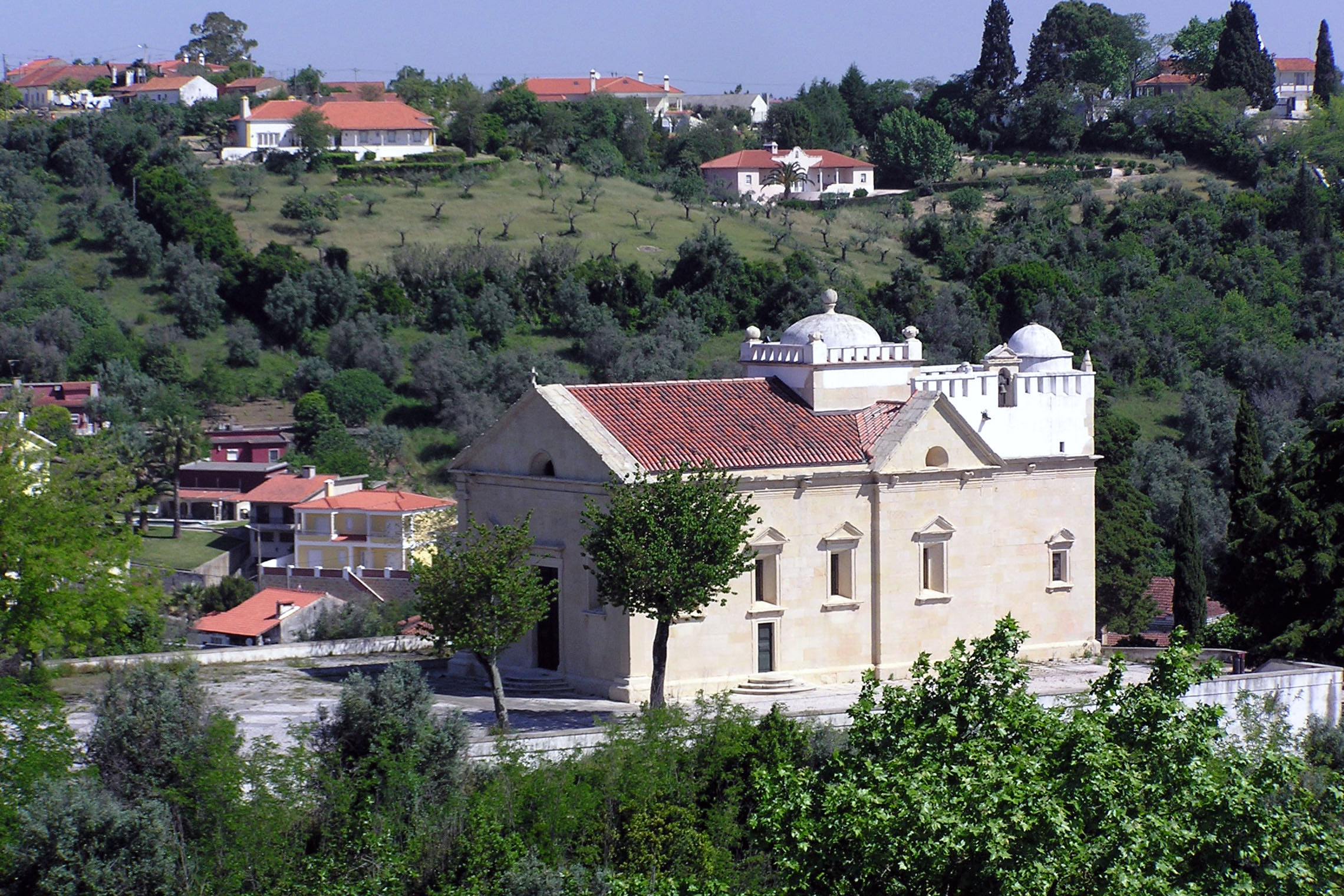
Kaple Nossa Senhora da Conceição

  - Vynikající soubor architektury 12. až 16. století. Jedna z nejvýznamnějších staveb Portugalska. V roce 1983 byl zapsán na Seznam světového dědictví UNESCO. Kruhový kostel kláštera byl vybudován podle Omarovy mešity v Jeruzalémě, kterou křižáci mylně pokládali za Šalomounův chrám. Okno chrámu, tzv. Manuelské okno, je vrcholným díle portugalské pozdní gotiky zvané manuelský sloh nebo manueline. Pozoruhodné jsou rovněž zdobené klášterní ambity. Významnou technickou památkou je 6 km dlouhý akvadukt Pegões, kterým byla do kláštera přivedena voda počátkem 17. století.
- Synagoga
  - Nejlépe dochovaná středověká synagoga v Portugalsku. Byla postavena v okolo roku 1430 a je pozoruhodná valenou klenbou na čtyřech pilířích. Bohoslužby se zde naposledy konaly roku 1497. Po vypovězení Židů ze země sloužila jako vězení, seník a sklad. Dnes zde sídlí malé židovské muzeum Museu Luso-Hebraico de Abraham Zacuto. Nese jméno významného portugalského astronoma a matematika 15. století.
- Kostel Santa Maria do Olival
  - Tento gotický kostel ze 13. století byl postaven jako pohřebiště templářských rytířů. V průběhu staletí byl několikrát zrestaurován, zachoval si však gotické průčelí a rozetové okno. Je zde pohřben velmistr Gualdimo Paise a další templářští mistři. Kostel svým významem daleko přesahoval Tomar – ve věku objevů byl mateřským stánkem námořníků. Podle pověsti odtud vede tajná chodba do kláštera Řádu Kristova.
- Kostel São João Baptista
  - Kostel je pozoruhodný manuelským portálem a osmibokou věží. Uvnitř je zdobená kamenná kazatelna a vynikající obrazy ze 16. století, například Poslední večeře a Stětí Jana Křtitele od Gregória Lopese (1490–1550). Na náměstí před kostelem se v červenci pořádá Festa dos Tabuleiros, slavnost pohanského původu, při níž dívky v bílém nosí na hlavách mísy s chlebem a květinami. Naproti kostelu stojí radnice ze 17. století a pomník Gualdima Paise, zakladatele kláštera.
- Kaple Nossa Senhora da Conceição
  - Kaple postavená v letech 1532 až 1540 architekty João de Castilho a Diogo de Torralva v čistě renesančním slohu a byla zamýšlena jako hrobka krále Jana III. Zvnějšku jednoduchá stavba kontrastuje s mohutnými korintskými sloupy v interiéru. Jedna z nejkrásnějších renesančních staveb Portugalska.
- Kostel a klášter Saint Iria
  - Kostel stojí na břehu řeky u mostu Ponte Velha z 15. století. Podle legendy stojí tato renesanční kaple na místě, kde byla v 7. století umučena svatá Iria.
- Kostel a klášter Sao Francisco 
  - V klášterní budově dnes sídlí Muzeum sirek (Museu do Fósforos). Údajně největší sbírka v Evropě obsahuje více než 40 000 krabiček.

## Doprava
Severně od centra prochází silnice IC 9, která se napojuje na dálnici A13. Ve městě stojí hlavové nádraží, odkud jezdí vlaky do Lisabonu přes Entroncamento a Santarém. Poblíž železniční stanice stojí autobusové nádraží.